# Manuela Ribadeneira
Manuela Ribadeneira (1966, Quito, Pichincha, Ecuador) es una artista, y curadora ecuatoriana. Actualmente, reside en la ciudad de Londres- Reino Unido. Ha trabajado temas ligados al debate territorial, político e identitario y de manera específica sobre los ritos de posesión de territorios de los cinco países europeos que conquistaron las Américas. En la actualidad trabaja en Londres, Inglaterra. Estudió en la Universidad de Georgetown; Washington D. C., Parsons School of Designs; Paris y en Goldsmiths, University of London; Londres.

## Obras
Las obras de Ribadeneira contienen significados simbólicos personales, ha tenido exposiciones individuales y colectivas, algunas de ellas se enumeran a continuación:

### Exposiciones individuales
- 2014 - Varillas de la Esperanza, Casa Triângulo, São Paulo, Brazil[6]
- 2012 - Objects of Certitude, objects of doubt, Casa Triângulo, São Paulo, Brazil[7]
- 2011 - Impromptu op.23, Arte Actual- Flacso, Quito, Ecuador
- 2010 - Los Incorruptibles, Adhoc Galería, Vigo, Spain
- 2009 - Change is around the corner, dpm gallery, Miami, USA
- 2009 - Cortes y Recortes, Galería Vértice, Lima, Peru[8]
- 2008 - To be born in a stable does not make you a horse, Virginia Pérez-Ratton, Teorética, San José, Costa Rica
- 2005 - De Jardines y Líneas Imaginarias, dpm gallery, Guayaquil, Ecuador
- 2005- Traslado: la Mitad del Mundo llega a la Casa de la Cultura, Artes No Decorativas S.A., Casa de la Cultura, Quito, Ecuador
- 2002 - Crítica Ready-made, Artes No Decorativas S.A., Museo Banco Central, Guayaquil, Ecuador[9]
- 2001 - Sobremesa, Artes No Decorativas S.A., Casa Madeleine Hollaender, dpm gallery, Cuenca, Ecuador; Guayaquil, Ecuador; Museo de la Ciudad, Quito, Ecuador
- 2000 - Organigrama, Artes No Decorativas S.A., Museo de la Ciudad, Quito, Ecuador
- 2000 - El Rollo que es hacer cualquier cosa y el hilo que se necesita para no perderse, Artes No Decorativas S.A., El Pobre Diablo, Quito, Ecuador
- 2000 - Artes No Decorativas S.A., Casa de la Cultura, Cuenca, Ecuador

### Exposiciones colectivas
- 2015 - En Y Entre Geografias, Museo de Arte Moderno Medellín - MAMM, Medellín, Colombia[10]
- 2014 - Casa Triângulo no Pivô, Pivô, São Paulo, Brazil[11]
- 2014 - 12ª Bienal de Cuenca, curadoria de Jacopo Crivelli Visconti y Manuela Moscoso, Cuenca, Ecuador
- 2014 - Something in space escapes our attempts at surveying, Württembergisher Kunstverein Stuttgart, Germany
- 2014 - A Universe Supplementary to This One, curadoria de [curated by] Fatos Üstek, x-ist, Istanbul, Turkey
- 2013 - Deffered Archive - Grants & Commissions Program Exhibition, CIFO Art Space, Miami, USA
- 2013 - Ante un Fusilamiento, curadoria de [curate by] Inti Guerrero, TEOR/éTica, San José, Costa Rica
- 2013 - Nouvelle Vagues - Artesur, Collective Fictions, Palais de Tokyo, Paris, France
- 2012 - A House of Leaves, curated by Vincent Honoré, David Roberts Art Foundation, London, UK
- 2011 - 8ªBienal do Mercosul, Porto Alegre, Brazil
- 2011 - Paradas em Movimento, Centro Cultural São Paulo, São Paulo, Brazil
- 2010 - Pasado Imperfecto ASAB ,Bogotá, Lugar a Dudas, Cali, Centro Fundación Telefónica, Lima, Grossman galleries, Easton, USA
- 2010 - Playlist, lo mejor del arte contemporáneo ecuatoriano, curated by Rodolfo Kronfle, Procesos Casa de la Cultura de Cuenca Bienal de Cuenca, Museo Municipal de Guayaquil
- 2009 - At your service, curated by Cylena Simonds David Roberts Art Foundation, London, UK
- 2008 - Somewhere, Nowhere, Cardoso, Ribadeneira, dpm Gallery, Miami, USA Tatton Park Biennale, Cheshire, UK
- 2008 - Something less something more, curated by Vincent Honoré Gallery One One One, London, UK
- 2007 - The (S) Files 007, curated by Rodolfo Kronfle/ Elvis Fuentes, Museo del Barrio, New York, USA
- 2007 - 52ª Venice Biennale, Italy, Latin American Pavillion Bienal del fin del Mundo, Ushuaia, Argentina
- 2006 - Piedra y palabra suelta no tienen vuelta, intervention in a public space, Architecture Biennale, Quito, Ecuador
- 2006 - Forest Art Path, intervention in a public space, Darmstadt, Germany
- 2006 - Tres nudos trescientos tajos Brito Cardoso Ribadeneira, Galería Animal, Santiago, Chile
- 2005 - Space Protocol, curated by L. Garrett Parnu, Rael Artel Project Space, Estonia Cloud and Vision: William Blake in Lambeth, curadoria de Danielle Arnaud Museum of Garden History, London, UK
- 2004 - Infiltrate, curadoria de Louise Garrett The Substation, Singapur
- 2004 - Thirtysecondslivequake, curadoria de Cecilia Canziani, Galerie Jacky Strenz, Berlin, Germany
- 2004 - Definitively Provisional, curadoria de Canziani/ Haugaard, Whitechapel project space, Londres, Reino Unido, The Appendix, Copenhague, Dinamarca.